# Vaitupu
Vaitupu je největším z devíti ostrovů tvořících ostrovní stát Tuvalu ležící v jižním Tichém oceánu. Při sčítání v roce 2002 zde žilo 1591 obyvatel. Hlavní město se jmenuje Asau.

## Poloha a charakter území
Ostrov se prostírá na rozloze přibližně 5,6 čtverečních kilometrů, včetně bažin, mangrovníků, rozptýlených korálových útesů a velké laguny.
Vaitipu se skládá z devíti ostrovů jež jsou:
| - vlastní Vaitipu - Luasamotu - Mosana (skupina 2 ostrovů) | - Motutanifa - Temotu - Te Motu Olepa | - Tofia - a jednoho dalšího ostrova |

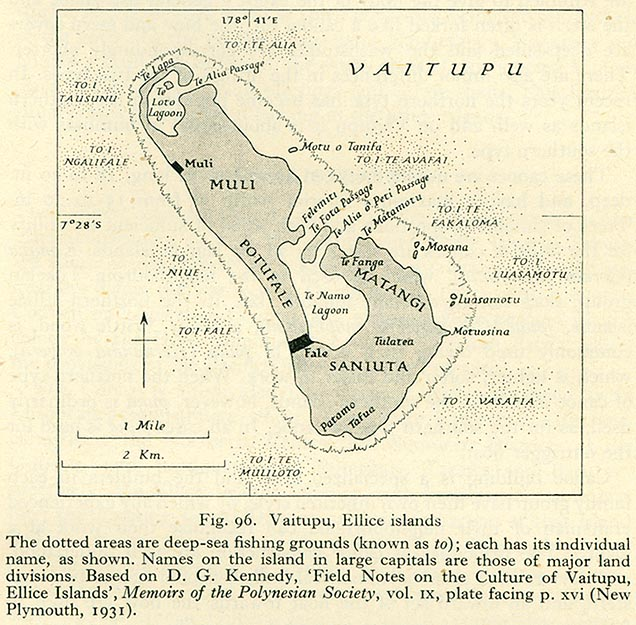
Vaitupu

Pouze samotný Vaitipu je trvale obydlen.
Jediná vesnice na Vaitupu se skládá ze dvou částí, Tumaseu a Asau. Je v ní kostel, základní škola, penzion a pošta. Na ostrově je též střední škola Motufoua vzdálená asi 2 km od vesnice a nemocnice vzdálená 1 km.
Na Vaitupu žije druhá největší populace Tuvalu (1591). Je sem posíláno 600 studentů ve věku od 13 do 21 let z celého archipelagu do střední školy Motufoua.
I přes relativně velkou rozlohu byl ostrov během 40. let 20. století poněkud přelidněn a tak se několik rodin odstěhovalo na Fidži.
Ve 20. století se Vaitupu stalo vzdělávacím střediskem Tuvalu. Londýnská misijní společnost zde v Motufouě otevřela v roce 1905 střední školu. Motufoua nebyla školou pouze Vaitupu. V roce 1923 sem byla přesunuta též vládní základní škola z Funafuti a škola byla nazývána Ellicefou.
D. G. Kennedy, byl prvním ředitelem školy. Škola byla uzavřena v roce 1953 a byla přesunuta do Školy Krále Jiřího V. v Kiribati.
Dva významní Tuvalané první generální guvernér Penitala Teo a první premiér Toalipi Lauti byli oba žáci v Elisefou.

## Zajímavosti
Legenda vypráví že prvním osadníkem na Vaitupu byl Telematua, který přijel na kánoi ze Samoy. Spolu s ním přijeli jeho syn Foumatua a vnuk Silaga. Telematua, který nejdříve navštívil Funafuti, kde nechal svou ženu Futi, zanechal jeho druhou ženu Tupu na Vaitupu. Poté rozdělil svůj čas mezi tyto dva ostrovy. Lidé z Funafuti se často ptali proč Telematua odjíždí tak často a kdy se vrátí. Futi odpovídala „Voai ia Tupu“ - aby viděl Tupu - což se později zkrátilo na „Vaitupu“
Na Vaitupu je šest velkých rodinných skupin které tvrdí že pocházejí od Telematuy. Dělí se do tří základních klanů pojmenovaných Tua, Lotoa a Kilitai. Každý z klanů volí jednoho náčelníka, který je representuje ve sněmu tří náčelníků.